# Francisco Javier da Silva Irago
Francisco Javier da Silva Irago (Vigo, Pontevedra, 1979) conegut artísticament com a Kiko da Silva, és un historietista, il·lustrador i director editorial, dinamitzador de l'escena del còmic a Galícia.

## Trajectòria
Kiko da Silva, amb només 16 anys, va publicar el seu primer llibre il·lustrat i va començar a treballar com a humorista gràfic en el periòdic La Voz de Galicia. Un any després, va ser guardonat amb el premi Ourense de Banda Deseñada al millor autor aficionat.
Es va llicenciar en la Facultat de Belles arts de Pontevedra en l'especialitat de pintura per la Universitat de Vigo.
En 2001 Va fundar al costat del llibreter Cano Paz la revista "BD Banda", que ha dirigit des de llavors.
En 2002 va començar la sèrie Fiz nos biosbardos en Golfiño, suplement infantil de "La Voz de Galicia". També va escriure Moncho y la mancha (2002).
En 2004, va començar a col·laborar amb Edicions El Jueves, primer en la revista infantil "Mister K" i després esporàdicament en "El Jueves".
A l'octubre de 2007 va llançar la revista satírica en gallec Retranca. També va iniciar la sèrie Mario el becario per a la revista "Capital".
A l'abril de 2010 va obtenir una beca de 6.000 euros per part de la Fundació Arte y Derecho que li va permetre afrontar la realització de la seua primera novel·la gràfica, Inspirada en la novel·la O xardín das pedras flotantes de Manuel Lourenzo González.
En 2012 funda la primera escola de còmic professional de Galícia, O Garaxe Hermético.